# 翹翠峰
翹翠峰（英語：Emerald Green），為一位於香港新界元朗的一個私人屋苑，鄰近元朗劇院，景觀可望后海灣及大欖郊野公園，共設5座物業，由新世界發展發展，由富城管理有限公司管理，於2010年2月落成，於同年8月入伙。

## 簡介
物業為一鄰近元朗市中心的屋苑，亦可望向后海灣及大欖郊野公園，而開售呎價只約$3,600起。
屋苑共有5座住宅物業（第1-3座及第5-6座），全為27樓住宅物業，但樓高只為24層（不設4、14、24樓）。一般一梯為6伙，只有第3座提供較大型的單位，一梯4伙，全座單位均為1,000平方呎以上。屋苑共672個單位，單位約介乎680-1,400平方呎。另示範單位曾經在2009年9月20日開售時至2010年3月31日設於尖沙咀新世界中心，但於2010年8月24日起遷往現樓，2011年8月11日售罄。
另外，屋苑設有獨立會所大樓，其設施包括游泳池、網球場、燒烤場、親子農莊、宴會廳等；而停車場則有149個車位，另有45個單車車位。

## 鄰近住宅
- 原築
- 溱柏
- 瑧頤
- 御庭居
- 馬田村
- 朗景臺
- 翠韻華庭
- 華翠豪園

## 外部連結
- 翹翠峰